# The Cat Creeps (film 1930)
The Cat Creeps è un film del 1930 diretto da Rupert Julian e John Willard. La sceneggiatura si basa su The Cat and the Canary, lavoro teatrale di John Willard, andato in scena a Broadway il 7 febbraio 1922. Il film fu interpretato da Helen Twelvetrees, Raymond Hackett, Neil Hamilton, Lilyan Tashman, Jean Hersholt, Montagu Love, Lawrence Grant, Theodore von Eltz, Elizabeth Patterson e Blanche Friderici. Quest'ultima ripropone sullo schermo il personaggio di "mamma Pleasant" che aveva già interpretato a teatro.

## Produzione
Il film, prodotto dalla Universal Pictures, venne girato negli Universal Studios, al 100 di Universal City Plaza, a Universal City.

## Distribuzione
Distribuito dalla Universal Pictures e presentato da Carl Laemmle, il film uscì nelle sale cinematografiche statunitensi il 10 novembre 1930. Nessuna copia risulta attualmente esistente (solo un breve segmento incluso nel film  Boo! del 1932 è sopravvissuto), pertanto si tratta di un film perduto.